# アジチカ
アジチカは日本の漫画家ユニット。

## 来歴
ユニットとしてのデビュー作は『終末のワルキューレ』の作画担当。
カトウチカ名義で『月刊少年シリウス』にて2016年3月号から2019年6月号まで『将国のアルタイル嵬伝 嶌国のスバル』（小林裕和原作）を連載する。
アジチカ名義でのデビュー作は『月刊コミックゼノン』にて『終末のワルキューレ』（梅村真也原作、フクイタクミ構成）であり、2018年1月号から連載中。
『週刊ヤングジャンプ』にて『真・群青戦記』（笠原真樹原作）を2021年6・7合併号から2022年16号まで連載した。
『週刊ヤングジャンプ』にて赤坂アカ、あおいくじらとともに『メルヘンクラウン』を2025年16号から連載。
2022年7月、津田彷徨の小説『プロレス棚橋弘至と！ ビジネス木谷高明の!! 異世界タッグ無双!!!』にて、装画と挿絵を担当。アジチカによる装画と挿絵は、同作が初となる。

## メンバー
2020年11月時点では4人のメンバーとなっている。
- あじ[5]
- カトウチカ[5]
- 富士昴[5][6]
- 原[5]